# Plexechinus
Plexechinus is een geslacht van zeesterren uit de familie Plexechinidae.

## Soorten
- Plexechinus aoteanus (McKnight, 1974)
- Plexechinus cinctus A. Agassiz, 1898
- Plexechinus hirsutus Mortensen, 1905
- Plexechinus parvus (Mironov, 1978)
- Plexechinus planus (Mironov, 1978)
- Plexechinus spectabilis Mortensen, 1948
- Plexechinus sulcatus David & Mooi, 2000